# Mercociudades
Mercociudades es una asociación conformada por ciudades del Mercosur y la UNASUR. Fue fundada en 1995 por las autoridades de gobierno de las ciudades de Buenos Aires, La Plata, Santa Fe, Córdoba, Mendoza, Río de Janeiro, Brasilia, Curitiba, Florianópolis, Porto Alegre, Salvador, Asunción y Montevideo, con el objetivo de lograr la participación de los municipios en el seno del Mercosur e impulsar al mismo tiempo, el intercambio y la cooperación entre las ciudades de la región.
Desde su fundación ha sido promotora constante del protagonismo de los gobiernos locales, reivindicando su importancia en la construcción y consolidación de los procesos democráticos en la región, apoyando y estimulando el proceso de integración regional.
La experiencia de Mercociudades posibilitó la creación de lazos estrechos entre sus integrantes, el intercambio de experiencias, el mejoramiento de la comunicación, y la realización de actividades conjuntas en diversos ámbitos, desde la promoción del turismo a la complementación productiva, del intercambio cultural a la implementación de programas regionales de cooperación internacional.
A 26 años de su creación, Mercociudades es actualmente la principal red de municipios del Mercosur y el referente principal del proceso de integración en materia de gobiernos locales.
Actualmente está conformada por 375 gobiernos locales y 3 estados y provincias de Argentina, Brasil, Bolivia, Chile, Colombia, Ecuador, Paraguay, Perú, Uruguay y Venezuela, en cuyo seno viven más de 120 millones de ciudadanos.

## Objetivos
De acuerdo al art. 2 del Estatuto, Mercociudades persigue los siguientes objetivos:
- Favorecer la participación de las ciudades en la estructura del MERCOSUR persiguiendo la co-decisión en las áreas de su competencia.
- Impulsar la creación de redes de ciudades a través de unidades técnicas operativas que desarrollen diversas acciones, programas y proyectos de interés común intermunicipal adecuados al proceso de integración.
- Crear mecanismos de comunicación en redes entre las ciudades a fin de facilitar el intercambio de experiencias e informaciones y facilitar el acceso de los ciudadanos a los centros municipales de investigación, desarrollo tecnológico y cultura.
- Establecer e impulsar convenios y servicios recíprocos entre las diversas municipalidades y las redes que se fueran creando.
- Potenciar los recursos humanos y las experiencias administrativas para las municipalidades.
- Coordinar la planificación y promover acciones vinculadas al crecimiento y al desarrollo urbano de las ciudades.
- Coordinar proyectos y desarrollar programas integrados, con el objetivo de facilitar la realización de servicios y calificar la infraestructura urbana.
- Propugnar la cooperación intermunicipal en el campo de las ciencias y la tecnología.
- Desarrollar y potenciar actividades comunes e integradas vinculadas a la cultura, la recreación, el deporte y el turismo.
- A través de Unidades Temáticas de representación integrada efectuar el inventario del patrimonio cultural e histórico de las ciudades del Mercosur necesarios para adoptar medidas comunes que garanticen su preservación y difusión.
- Desarrollar y planificar el turismo regional.
- Realizar estudios y colaborar en la elaboración de planes y estrategias en el área urbano ambiental, con el objetivo de armonizar y coordinar las acciones en esta área.
- Colaborar en la planificación de las políticas y planes de desarrollo de las ciudades, tomando en cuenta la necesidad de mejorar la calidad de vida.
- Impulsar la adopción de políticas adecuadas frente al crecimiento poblacional y prevenir la violencia en las ciudades.
- Impulsar la adopción de políticas que adecuen los proyectos locales al nuevo espacio regional.
- Impulsar la creación de unidades técnicas intermuncipales, con representación integrada, para la planificación y el desarrollo de proyectos comunes y regionales.
- Propugnar y concientizar sobre la participación ciudadana que conduzca a ejercitar activamente los derechos en el ámbito político, económico, social y cultural.
- Identificar las causas de la acentuación de las desigualdades sociales, a fin de proponer y apoyar soluciones posibles de ser ejecutadas por los gobiernos locales.
- Difundir una cultura democrática y democratizadora a nivel regional y nacional, estableciendo una relación más estrecha de cooperación para, a través de las municipalidades, definir políticas sociales adecuadas.
- Estudiar e impulsar, a través de las diversas municipalidades la implantación de políticas coordinadas destinadas a que el sector de escasos recursos acceda a todos los servicios públicos y no sean marginados del desarrollo social y ciudadano.
- Mercociudades podrá igualmente realizar toda otra acción o gestión destinada a los fines y objetivos propuestos, siendo los precedentes enunciados no limitativos del objetivo general de MERCOCIUDADES.

## Creación de la Red
Durante la realización del Seminario "Mercosur: Oportunidades y Desafíos para las Ciudades" en marzo de 1995, organizado por la Unión de Ciudades Capitales Iberoamericanas-Subregión Cono Sur en Asunción, los alcaldes participantes comenzaron a idear la conformación de una asociación de ciudades. La Declaración de Asunción, emitida en esa oportunidad, manifestó la voluntad de los alcaldes de crear una asociación de Ciudades del Mercosur -que se denominaría Mercociudades- y el deseo de participar activamente de la construcción del proceso de integración regional.
En julio del mismo año, en la ciudad de Porto Alegre, las y los alcaldes firmaron el "Compromiso de Porto Alegre" donde expresaban su aspiración de profundizar el protagonismo de las ciudades en el proceso de integración. En ese documento se definieron también las características principales que tendría la nueva organización de ciudades y se estableció un plazo para la fundación de la misma.
Finalmente, en noviembre de 1995, se realizó en la ciudad de Asunción la I Cumbre de Alcaldes, Intendentes y Prefeitos donde se firmó el Acta Fundacional de Mercociudades. Las ciudades fundadoras fueron doce: Asunción (Paraguay), Rosario, La Plata, Córdoba, Buenos Aires (Argentina), Florianópolis, Porto Alegre, Curitiba, Río de Janeiro, Brasilia, Salvador (Brasil), y Montevideo (Uruguay).

## Instancias de trabajo

### Unidades Temáticas
Las Unidades Temáticas constituyen el espacio de intercambio con la sociedad civil ya que contribuyen en la formulación de políticas públicas, promueven investigaciones, además de difundir diversas experiencias exitosas de las gestiones urbanas locales.
Actualmente la Red cuenta con 20 Unidades Temáticas:
- Ambiente y Desarrollo Sostenible

Coordinación: Canelones
Subcoordinación: Venado Tuerto y Villa Carlos Paz
- Autonomía, Gestión y Participación

Coordinación: Rosario
Subcoordinación: Tandil
- Ciencia, Tecnología y Capacitación

Coordinación: Villa Carlos Paz
Subcoordinación: La Plata y Montevideo
- Cooperación Internacional

Coordinación: Comisión Directiva y Secretaría Técnica Permanente
- Cultura

Coordinación: Quilmes
Subcoordinación: Villa María y São Leopoldo
- Trabajo en Cultura del Deporte, la Actividad Física y la Recreación

Coordinación: General Alvear
Subcoordinación: Jesús María
- Desarrollo Económico Local

Coordinación: Santana de Parnaíba
Subcoordinación: Cerro Largo
- Economía Solidaria

Coordinación: Santa Fe
Subcoordinación: Quilicura
- Fomento de Negocios

Coordinación: Tandil
Subcoordinación: Porto Alegre
- Desarrollo Social

Coordinación: São Paulo
Subcoordinación: General Alvear y Villa Carlos Paz
- Desarrollo Urbano

Coordinación: São Leopoldo
Subcoordinación: Quilicura y Montevideo
- Derechos Humanos

Coordinación: Córdoba
Subcoordinación: Quilmes y Montevideo
- Discapacidad e Inclusión

Coordinación: Lincoln
Subcoordinación: Canelones y Villa Carlos Paz 
- Educación

Coordinación: Avellaneda de Santa Fe
Subcoordinación: Villa María y San Justo
- Integración Fronteriza

Coordinación: Banda del Río Sali
Subcoordinación: Carabayllo
- Género y Municipio

Coordinación: Quilmes
Subcoordinación: São Leopoldo y Tandil
- Juventudes

Coordinación: Córdoba
Subcoordinación: Riobamba y Tandil
- Planificación Estratégica y Áreas Metropolitanas

Coordinación: Buenos Aires
Subcoordinación: Santa Fe y Riobamba
- Turismo

Coordinación: Canelones
Subcoordinación: Riobamba y Tandil
- Seguridad Ciudadana

Coordinación: Morón

### Asamblea General de Socios
Es el órgano máximo de deliberación y dirección de la Red, y está constituida por los jefes de gobierno de las ciudades asociadas. Sus sesiones son presididas por el jefe de gobierno de la ciudad que ejerce la Secretaría Ejecutiva. La Asamblea general de socios se reúne ordinariamente una vez al año, en el marco de una Cumbre anual.

### Consejo de Mercociudades
Es el órgano superior de dirección entre asambleas, y está integrado por dos ciudades de cada país miembro pleno del Mercosur y una ciudad de cada país asociado, las que componen la Comisión Directiva y la que ejerce la Secretaría Ejecutiva.
Consejo 2020/2021
Argentina: Buenos Aires, Córdoba, General Alvear, Quilmes, La Rioja, Santa Fe, Villa Carlos Paz y Villa María
Brasil: Brasilia, Belo Horizonte, Canoas, Porto Alegre, Santana de Parnaíba, Sāo Leopoldo y Sāo Paulo
Paraguay: Asunción
Uruguay: Canelones, Colonia, Lavalleja, Maldonado, Montevideo, Paysandú, San José y Tacuarembó
Bolivia: La Paz
Colombia: Medellín
Chile: Coquimbo y Peñalolén
Ecuador: Cuenca y Riobamba
Perú: Lima

### Comisión Directiva
Se compone de tres ciudades: la ciudad que ejerce la Secretaría Ejecutiva, la ciudad que ejerció la misma en el período inmediato anterior y la que está próxima a ejercerla. Es un organismo de apoyo a la Secretaría Ejecutiva en los trabajos de coordinación de la Red.
Actual: Tandil, Esteban Echeverría y Montevideo

### Secretaría Ejecutiva
Como espacio oficial de la Red, la Secretaría Ejecutiva trabaja de manera conjunta con las diversas instancias de Mercociudades, convocando y presidiendo específicamente las reuniones de trabajo del Consejo (órgano compuesto por dos ciudades de cada país miembro del MERCOSUR, por una ciudad de cada país asociado y la Comisión Directiva), y las de la Asamblea General de Socios. En cada periodo esta Secretaría desempeña actividades en torno a un plan de trabajo aprobado en la cumbre anual de la Red.
Su mandato es de un año y comienza a partir de la fecha en que se realiza la Asamblea General. Desde la constitución de la Red, la Secretaría Ejecutiva ha sido ejercida por Asunción (1995/6), Porto Alegre (1996/7), Córdoba (1997/8), Montevideo (1998/9), Belo Horizonte (1999/2000), Rosario (2000/1), Valparaíso (2001/2), Asunción (2002/3), Montevideo (2003/4), Buenos Aires (2004/5), Santo André (2005/6), Morón (2006-08), Canelones (2008/9), Rosario (2009/10), Belo Horizonte (2010/11), Montevideo (2011/2012), Quilmes (2012/2013), Porto Alegre (2013/2014), Rosario (2014/2015), São Paulo (2015/2016), Santa Fe (2016/2017), Córdoba (2017/2018), La Paz (2018/2019), Asunción (2019/2020) y Tandil (2020/2021). Actualmente la Presidencia está a cargo de Esteban Echeverría (2021/2022).

### Secretaria Técnica del consejo
La Secretaría Técnica Permanente de Mercociudades(STPM) con sede en Montevideo es un organismo asesor de la Secretaría Ejecutiva. Su creación obedeció a la necesidad de desarrollar la memoria institucional de la Red; apoyar y asesorar el trabajo técnico y administrativo de la Secretaría Ejecutiva; realizar el seguimiento de temas y debates del proceso de integración, y oficiar de enlace con la Secretaría del MERCOSUR.
Montevideo

#### Funciones
De acuerdo al documento aprobado en la XIX Reunión del Consejo en Mar del Plata, STPM cuenta con las siguientes tareas:
- Desarrollar la memoria institucional de Mercociudades, mediante la recopilación de información sobre los temas abordados por los organismos de la Red.
- Sistematizar y difundir información sobre los órganos y ámbitos de negociación del Mercosur y sobre las cuestiones principales del proceso de integración, procurando identificar los temas de mayor impacto para las ciudades; confeccionar un registro de instituciones que se especialicen en el estudio y seguimiento del proceso de integración.
- Con el transcurso del tiempo, la STPM fue adquiriendo otras responsabilidades orientadas a garantizar el soporte logístico y técnico de la red. La STPM en la actualidad edita la Hoja Informativa, apoya la gestión de proyectos de la Red, contribuye a la preparación y convocatoria de las reuniones de los principales organismos de Mercociudades, realiza el cobro de cuotas, gestiona la página web, y realiza un seguimiento al Plan de Trabajo de Mercociudades.

## Proyectos regionales de Mercociudades
Actualmente Mercociudades implementa tres iniciativas regionales para el beneficio de sus ciudades miembros.

### Programa de Cooperación Sur Sur de Mercociudades
Desde su creación en 2017 promueve, visibiliza, formaliza y sistematiza acciones de cooperación e intercambio entre gobiernos locales de Mercociudades, y terceros. Invita a participar de sus convocatorias a gobiernos locales y/o provinciales y estaduales, organizaciones sociales e instituciones educativas.
Al presente tiene 4 líneas de acción específicas:
- Capacitación para la formulación de proyectos regionales
- Financiamiento de proyectos de cooperación Sur Sur
- Escuela de Resiliencia
- Enlace Sur - plataforma interactiva que promueve el intercambio técnico entre gobiernos locales, y comparte soluciones locales en una vasta diversidad de temas vinculados con el desarrollo sostenible
Web oficial del Programa.

### Observatorio de Cooperación Ciudad - Universidad
Tiene por objetivo recuperar y difundir buenas prácticas de vinculación promovidas con fines sociales, que sean resultado de procesos de cooperación entre el sistema universitario y gobiernos locales.
Web oficial del Observatorio.

### Instituto de Turismo de Mercociudades
Tiene por objetivos generar un modelo con participación de asociaciones empresariales y continuar con el desarrollo, actualización y facilitación de los proyectos de la Unidad Temática de Turismo de Mercociudades, así como de nuevas iniciativas de integración regional entre los gobiernos locales latinoamericanos en la materia. En la Cumbre de Mercociudades en diciembre de 2015 en la ciudad de Sao Paulo se aprueba la creación del Instituto. En 2017 se realizó una consultoría con apoyo de la Unión de Ciudades Capitales de Iberoamérica para desarrollar un plan de gestión del ITM. A partir del cual se comienza el camino de implementación. 
Web oficial del Instituto.

## Mercociudades y el Mercosur
Desde su creación Mercociudades ha expresado un ferviente compromiso público con el proceso de integración regional. A pesar de las distintas crisis económicas que azotaron la región y de la incertidumbre sembrada por muchos gobernantes en torno al futuro del bloque, Mercociudades mantuvo su confianza y compromiso con el camino abierto por el Mercosur.
Desde la óptica de las ciudades, la integración no es simplemente un acuerdo arancelario o una instancia de coordinación de políticas macroeconómicas. Por el contrario, es un proyecto político que trasciende los destinos nacionales y hunde sus raíces en la sociedad, en la diversidad cultural, y fundamentalmente, en la pluralidad de actores que conviven en un mismo espacio regional. Esta perspectiva coincide con el enfoque impulsado por otros actores del proceso de integración como los sindicatos, las universidades, las cooperativas y las organizaciones de la sociedad civil.
Para las ciudades, el Mercosur político y el Mercosur social son tan importantes como el Mercosur comercial.

### Foro Consultivo de Municipios, Estados Federados, Provincias y Departamentos del MERCOSUR
Mercociudades participa en la institucionalidad del Mercosur coordinando el Comité de Municipios del Foro Consultivo de Municipios, Estados Federados, Provincias y Departamentos del MERCOSUR.
Este Foro fue creado en diciembre de 2004 durante la reunión del Consejo del Mercado Común del Mercosur en la ciudad brasileña de Belo Horizonte. Está formado por un Comité de Municipios y un Comité de Estados Federados, Provincias y Departamentos, y tiene como finalidad:
"estimular el diálogo y la cooperación entre las autoridades de nivel municipal, estadual, provincial y departamental de los Estados Partes del Mercosur" (Art. 1 Resolución 41/04).
Además, podrá "proponer medidas destinadas a la coordinación de políticas para promover el bienestar y mejorar la calidad de vida de los habitantes de los Municipios, Estados Federados, Provincias y Departamentos de la región, así como formular recomendaciones por intermedio del Grupo Mercado Común"(Art.4 Resolución 41/04).

## Miembros
Consulte el listado de gobiernos locales miembros de Mercociudades.

### Argentina
| - Almirante Brown (partido) - Avellaneda (partido) - Azul (Argentina) - Bahía Blanca - Barranqueras - Berisso (partido) - Bovril - Bragado - Buenos Aires - Capilla del Monte - Carlos Pellegrini - Cipolletti - Comodoro Rivadavia - Concordia (Argentina) - Córdoba - Daireaux (partido) - Eduardo Castex - Empedrado (Corrientes) - Esperanza (Santa Fe) - Esteban Echeverría (partido) - Firmat - Florencio Varela (partido) - General San Martín (partido) | - Gualeguaychú - Guaymallén - Hurlingham (partido) - Junín - Junín de los Andes - La Matanza (partido) - La Plata - La Rioja - Lanús (partido) - Las Bandurrias - Lomas de Zamora (partido) - Luján - Malvinas Argentinas (partido) - Mar del Plata - María Susana - Mendoza - Merlo (partido) - Miramar (Buenos Aires) - Montecarlo - Monte Caseros (departamento) - Moreno (partido) - San Miguel (partido) - Morón - Necochea - Neuquén (Capital) - Olavarría | - Paraná - Paso de los Libres (departamento) - Pergamino - Piamonte - Pilar (Buenos Aires) - Pinamar (partido) - Puerto San Julián - Quilmes (partido) - Rafaela - Realicó - Reconquista - Resistencia - Río Cuarto - Río Grande (Tierra del Fuego) - Río Tercero - Roque Sáenz Peña - Rosario - Salta - Salto - San Antonio de Areco - San Antonio de los Cobres - San Fernando del Valle de Catamarca - San Isidro (partido) - San Jorge | - San Juan - San Lorenzo (Santa Fe) - San Luis - San Miguel de Tucumán - San Salvador de Jujuy - Santa Fe - Santiago del Estero - Santo Tomé (Santa Fe) - Tandil - Tigre (Partido) - Trelew - Ushuaia - Vicente López - Viedma - Villa Gesell - Villa María - Villa Mercedes - Virasoro - Zapala - Zárate |

### Bolivia
- Cochabamba
- El Alto
- La Paz
- Santa Cruz de la Sierra
- Sucre
- Tarija

### Brasil
| - Alvorada - Amparo - Anápolis - Araraquara - Bagé - Barra do Quaraí - Barra do Ribeiro - Bela Vista - Belém - Belo Horizonte - Brasilia - Camaçari - Campinas - Canoas - Caxias do Sul - Contagem - Coronel Sapucaia - Cuiabá - Curitiba - Diadema | - Dourados - Esteio - Florianópolis - Fortaleza - Foz do Iguaçu - Goiânia - Gravataí - Guaíra - Guarulhos - Indaiatuba - Jacareí - Joinville - Juiz de Fora - Limeira - Londrina - Macaé - Mauá - Maringá - Mossoró - Niterói | - Nova Iguaçu - Nova Prata - Osasco - Paranhos - Penápolis - Piracicaba - Porto Alegre - Praia Grande - Presidente Prudente - Recife - Ribeirão Preto - Río Claro - Río de Janeiro - Rio Grande - Sabará - Salvador de Bahía - Santa Maria - Santana de Parnaíba - Santa Rosa - Santa Vitória do Palmar | - Santo André - Santos - São Bento do Sul - São Bernardo do Campo - São Caetano do Sul - São Carlos - São Gonçalo - São José do Rio Preto - São Leopoldo - São Paulo - São Vicente - Sumaré - Suzano - Taboão da Serra - Uberlândia - Várzea Paulista - Vespasiano - Viamão - Vitória - Vitória da Conquista |

### Chile
| - Arica - Calama - Concepción - Chillán Viejo | - El Bosque - La Florida - Los Andes - Lota | - Pudahuel - Puerto Montt - Quilpué - Rancagua | - Santiago - Valparaíso - Viña del Mar |

### Colombia
- Bogotá
- Medellín
- Cali
- Barranquilla
- Bucaramanga

### Paraguay
| - Asunción - Bella Vista Norte - Bella Vista Sur - Cambyretá - Capiatá - Capitán Meza | - Carlos A. López - Concepción - Coronel Oviedo - Fernando de la Mora - Hernandarias - Horqueta | - Jesús - Limpio - Nanawa - Pedro Juan Caballero - Pilar - Pirapó | - Salto del Guairá - San Ignacio Guazú - San Lázaro - San Pedro del Ycuamandiyú - Villeta - Ypejhú |

### Perú
| - Ácora - Barranco - Carabayllo - Carmen de La Legua-Reynoso | - Jesús María - La Victoria - Lima - Lurín | - Parcona - Paucartambo - Santiago - Surquillo |  |

### Uruguay
| - Artigas (ciudad) - Canelones - Cerro Largo - Colonia - Durazno | - Flores - Florida - La Paloma - Lavalleja - Maldonado | - Montevideo - Paysandú - Río Negro - Rivera - Rocha | - San José - Salto - Tacuarembó - Treinta y Tres |

### Venezuela
| - Acarigua - Barquisimeto - Barcelona - Barinas - Caracas | - Coro - Ciudad Bolívar - Ciudad Guayana - Cumaná - Maracaibo | - Maracay - Maturín - Mérida - Porlamar - Puerto la Cruz | - Puerto Cabello - San Cristóbal - San Carlos - Valle de la Pascua - Valencia - Valera |